# Murgråsugga
Murgråsugga (Oniscus asellus) är en landlevande gråsugga som är mycket vanlig i skogsmarker där den ofta hittas under stenar, nedfallna trädgrenar och i förnan bland vissna löv och annat delvis nedbrutet växtmaterial. Murgråsuggan blir upp till 17 millimeter lång och har en gråaktig, glänsande kropp med två rader av ljusare fläckar över ryggen. Den livnär sig framför allt på dött växtmaterial och i näringsväven fungerar den som nedbrytare.

## Dialektalt namn
I Österbottniska (Finland) kallas denna art gråbond' eller gråsugga'.